# Leith (North Dakota)
Leith [ˈliːθ] ist eine Ortschaft im Grant County im US-amerikanischen Bundesstaat North Dakota.
Der nächste größere Ort ist der ca. 8 km nordöstlich gelegene Verwaltungssitz des Countys, Carson (North Dakota) mit knapp 300 Einwohnern.

## Geschichte
| Jahr | Einwohnerzahl |
| ---- | ------------- |
| 1920 | 158           |
| 1930 | 174           |
| 1940 | 166           |
| 1950 | 160           |
| 1960 | 100           |
| 1970 | 92            |
| 1980 | 59            |
| 1990 | 43            |
| 2000 | 28            |
| 2010 | 16            |

Leith wurde 1909/1910 an einer Station einer Nebenstrecke (McLaughlin (South Dakota) – New England (North Dakota)) des Netzes der Milwaukee Road-Eisenbahngesellschaft gegründet. Der Name der als „Stadt“ (City) geführten Kommune leitet sich von der schottischen Hafenstadt Leith ab.
Die Einwohnerzahl wuchs schnell auf etwa 150 bis 175 und blieb bis etwa 1950 auf diesem Niveau, danach begann sie stark und kontinuierlich zu sinken. 1984 stellte die Eisenbahn ihren Betrieb ein. Seitdem liegt die Ortschaft relativ abgelegen 5 km von der nächsten Landstraße entfernt. Zum Zeitpunkt des Zensus von 2010 wohnten noch 16 Personen in acht Haushalten in Leith, 2020 waren es 28. Entsprechend ist die Ortschaft geprägt von ungenutzten Grundstücken und Gebäuden.

## Übernahmeversuch durch Rassisten

### Ereignisse
2012 zog der rechtsextreme Aktivist Craig Cobb nach Leith und begann, weitere Parzellen in der Ortschaft aufzukaufen. Als sein Ziel gab er an, durch weiteren Zuzug weißer Anhänger der White-Supremacy-Lehre die Macht in der Stadtverwaltung zu übernehmen und eine rein weiße Siedlung Gleichgesinnter nach eigenen Regeln zu bilden. Der Bürgermeister äußerte, dass der Stadtrat die Stadt formell auflösen wolle, falls durch weiteren Zuzug die Gefahr auftrete, dass die Personen um Cobb eine Mehrheit im Rat erlangen können. Konflikte mit Alteingesessenen führten u. a. zu einer sechsmonatigen Gefängnisstrafe für Cobb. Im weiteren Verlauf gab Cobb das Projekt auf, 2015 wurde bekannt, dass er stattdessen einen neuen Anlauf in der 28-Einwohner-Stadt Antler (North Dakota) unternahm.
Im April 2018 lief die gerichtliche Auflage, nach der Cobb Leith nicht mehr betreten durfte, ab. Seither kam es wieder zu neonazistischen Vorfällen in der Ortschaft. Mit 12 Stimmen der 18 Wähler wurde die Stadtverwaltung aufgehoben und Leith der Verwaltung durch den Landkreis unterstellt. Bürgermeister Ryan Schock setzte eine Abstimmung über den künftigen Status von Leith an.

### Rezeption
Die Ereignisse um den Übernahmeversuch wurden von Michael Beach Nichols und Christopher K. Walker in ihrem Dokumentarfilm Welcome to Leith dargestellt, der auf dem Sundance Film Festival 2015 uraufgeführt wurde. Der deutsche Schriftsteller Markus K. Korb wählte die Ansiedlung von Neonazis in Leith als realen Hintergrund für seine fiktive Horror-Erzählung AmeriKKan GotiK, die im Jahr 2017 als Teil eines Sammelbandes mit gleichem Titel erschien.